# AC Большого Пса
AC Большого Пса (лат. AC Canis Majoris) — двойная затменная переменная звезда типа Алголя (EA) в созвездии Большого Пса на расстоянии приблизительно 4326 световых лет (около 1326 парсеков) от Солнца. Видимая звёздная величина звезды — от +15,3m до +12,8m. Орбитальный период — около 3,4065 суток.